# أوشكوش (ويسكونسن)
أوشكوش (بالإنجليزية: Oshkosh, Wisconsin)‏ هي مدينة من الدرجة الثانية ومقر المقاطعة تقع في الولايات المتحدة في مقاطعة وينيباغو. يقدر عدد سكانها بـ 66,083 نسمة ومساحتها 68.92 كم2 وترتفع عن سطح البحر 241 متر .

## التركيبة السكانية
قام مكتب تعداد الولايات المتحدة بتحديد بيانات التركيبة السكانية لأوشكوش في تعداد الولايات المتحدة. في ما يلي، التركيبة السكانية حسب تعدادي 2000 و 2010.

### تعداد عام 2000
بلغ عدد سكان أوشكوش 62,916 نسمة بحسب تعداد عام 2000، وبلغ عدد الأسر 24,082 أسرة وعدد العائلات 13,654 عائلة مقيمة في المدينة.
وتوزع التركيب العرقي للمدينة بنسبة 92.73% من البيض و 0.52% من الأمريكيين الأصليين و 3.03% من الأمريكيين ذوي الأصول الآسيوية و 0.03% من سكان جزر المحيط الهادئ و 2.19% من الأمريكيين الأفارقة و 0.98% من عرقين مختلطين أو أكثر.
بلغ عدد الأسر 24,082 أسرة كانت نسبة 27.3% منها لديها أطفال تحت سن الثامنة عشر تعيش معهم، وبلغت نسبة الأزواج القاطنين مع بعضهم البعض 44.3% من أصل المجموع الكلي للأسر، ونسبة 9.1% من الأسر كان لديها معيلات من الإناث دون وجود شريك، وكانت نسبة 43.3% من غير العائلات. تألفت نسبة 32.4% من أصل جميع الأسر من أفراد ونسبة 11.7% كانوا يعيش معهم شخص وحيد يبلغ من العمر 65 عاماً فما فوق. وبلغ متوسط حجم الأسرة المعيشية 2.95، أما متوسط حجم العائلات فبلغ 2.31.
بلغ العمر الوسطي للسكان 32 عاماً. وكانت نسبة 20.7% من القاطنين تحت سن الثامنة عشر، وكانت نسبة 18.1% بين الثامنة عشر والأربعة وعشرون عاماً، ونسبة 29.7% كانت واقعةً في الفئة العمرية ما بين الخامسة والعشرون حتى والأربعة وأربعون عاماً، ونسبة 18.3% كانت ما بين الخامسة والأربعون حتى الرابعة والستون، ونسبة 13.1% كانت ضمن فئة الخامسة والستون عاماً فما فوق. يوجد لكل 100 أنثى 99.9 ذكر، ويوجد لكل 100 أنثى في الثامنة عشر من عمرها فما فوق 98.7 ذكر.
بلغ متوسط دخل الأسرة في المدينة 37,636 دولار، أما متوسط دخل العائلة فبلغ 48,843 دولار. وكان متوسط دخل الذكور 33,750 دولار مقابل 24,154 دولار للإناث. وسجل دخل الفرد الخاص بالمدينة 18,964 دولار. وكانت نسبة 5.2% من العائلات ونسبة 10.2% من السكان تحت خط الفقر، وكان من هؤلاء نسبة 8.6% تحت سن الثامنة عشر ونسبة 6.9% في الخامسة والستين من العمر وما فوق.

### تعداد عام 2010
بلغ عدد سكان أوشكوش 66,083 نسمة بحسب تعداد عام 2010، وبلغ عدد الأسر 26,138 أسرة وعدد العائلات 13,836 عائلة مقيمة في المدينة. في حين سجلت الكثافة السكانية 2,582.4 نسمة لكل ميل مربع (997.1/كم2). وبلغ عدد الوحدات السكنية 28,179 وحدة بمتوسط كثافة قدره 1,101.2 لكل ميل مربع (425.2/كم2).
وتوزع التركيب العرقي للمدينة بنسبة 90.5% من البيض و 0.8% من الأمريكيين الأصليين و 3.2% من الأمريكيين ذوي الأصول الآسيوية و 3.1% من الأمريكيين الأفارقة و 1.7% من عرقين مختلطين أو أكثر.
بلغ عدد الأسر 26,138 أسرة كانت نسبة 25.7% منها لديها أطفال تحت سن الثامنة عشر تعيش معهم، وبلغت نسبة الأزواج القاطنين مع بعضهم البعض 38.7% من أصل المجموع الكلي للأسر، ونسبة 10.0% من الأسر كان لديها معيلات من الإناث دون وجود شريك، بينما كانت نسبة 4.3% من الأسر لديها معيلون من الذكور دون وجود شريكة وكانت نسبة 47.1% من غير العائلات. تألفت نسبة 34.4% من أصل جميع الأسر من أفراد ونسبة 11.4% كانوا يعيش معهم شخص وحيد يبلغ من العمر 65 عاماً فما فوق. وبلغ متوسط حجم الأسرة المعيشية 2.90، أما متوسط حجم العائلات فبلغ 2.24.
بلغ العمر الوسطي للسكان 33.5 عاماً. وكانت نسبة 18.6% من القاطنين تحت سن الثامنة عشر، وكانت نسبة 18.7% بين الثامنة عشر والأربعة وعشرون عاماً، ونسبة 26.7% كانت واقعةً في الفئة العمرية ما بين الخامسة والعشرون حتى والأربعة وأربعون عاماً، ونسبة 23% كانت ما بين الخامسة والأربعون حتى الرابعة والستون، ونسبة 12.9% كانت ضمن فئة الخامسة والستون عاماً فما فوق. وتوزع التركيب الجنسي للسكان بنسبة 51.2% ذكور و 48.8% إناث.